# National Gallery of Modern Art
La National Gallery of Modern Art (NGMA) est l'institution muséale nationale pour les arts modernes et contemporains en Inde, établie en 1954. La collection de 14 000 œuvres est répartie sur trois sites, le musée principal se trouvant à New Delhi et les deux antennes à Bombay et Bangalore. Elle comprend des œuvres d'Amrita Sher-Gil telles que Groupe de trois jeunes femmes, de 1935.